# Apystomyia elinguis
Apystomyia elinguis Melander, 1950, è un insetto dell'ordine dei Ditteri (Brachycera: Asiloidea). In passato inquadrata fra i Bombyliidae, attualmente è trattata da diversi Autori come unica specie della famiglia Apystomyiidae Nagatomi & Liu, 1994. 
Fino agli anni novanta, la specie era inclusa nella famiglia dei Bombyliidae. Nel 1994, due revisioni portarono ad altrettante differenti collocazioni della specie: YEATES spostò la specie nella famiglia Hilarimorphidae, NAGATOMI & LIU in un raggruppamento distinto da tutti i gruppi derivati dai Bombyliidae ed elevato al rango di famiglia. Quest'ultima impostazione è quella che raccoglie il maggior consenso. 
La specie ha distribuzione neartica, è presente in California e Messico.